# Cyperus volodia
Cyperus volodia är en halvgräsart som beskrevs av Henri Chermezon. Cyperus volodia ingår i släktet papyrusar, och familjen halvgräs. Inga underarter finns listade i Catalogue of Life.